# Ernesto Terra
Pour les articles homonymes, voir Terra.
Ernesto Terra est un footballeur italien né le 28 mai 1978  à Atri. Il évolue au poste de défenseur.

## Biographie
Ernesto Terra a joué de nombreux matchs en Serie B.

## Clubs successifs
- 1995-1998 : RC Angolana  Italie
- 1998-2003 : AS Sora  Italie
- 2003-2004 : Calcio Catane  Italie (34 matchs, 3 buts Serie B)
- 2004-2005 : Pescara Calcio  Italie (38 matchs, 5 buts en Serie B)
- 2005-2006 : Atalanta Bergame  Italie (20 matchs, 1 but en Serie B)
- 2006-2007 : AC Arezzo  Italie (30 matchs en Serie B)
- 2007-2008 : US Grosseto FC  Italie (35 matchs, 2 buts en Serie B, en prêt)
- 2008-2010 : AC Arezzo  Italie (31 matchs, 5 buts en Ligue Pro Première Division)